# Chevalet (torture)
Pour les articles homonymes, voir Chevalet.

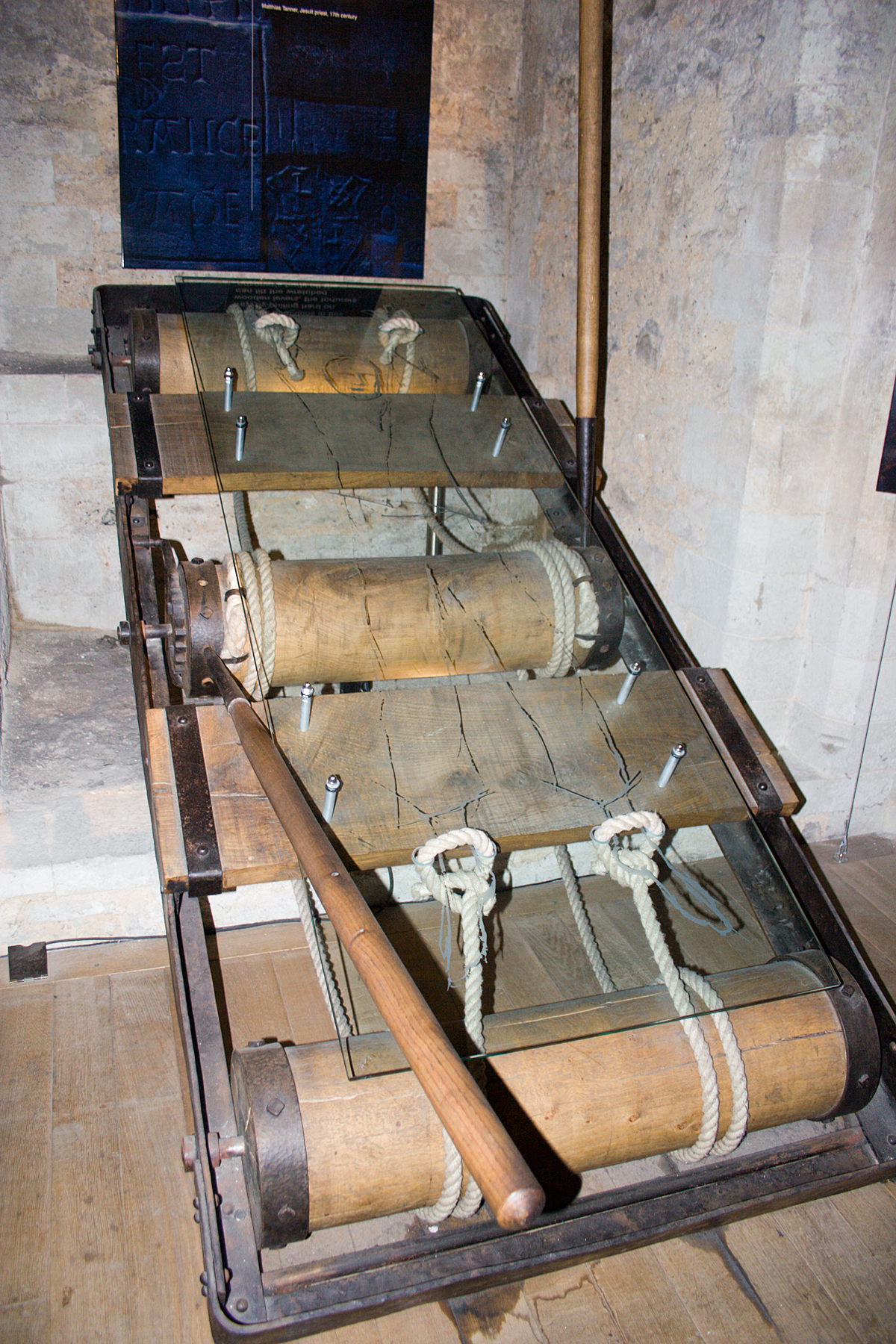
Chevalet de la tour de Londres.

Le chevalet est un instrument de torture datant de l'antiquité romaine, dont l'usage correspond au supplice de l'écartèlement.

## Dispositif
Le chevalet est un dispositif en bois, où l'on attache les poignets et les chevilles du condamné, avec une corde ou avec des menottes de fer liées à une chaîne. Le principe est simple : écarteler le prisonnier, dans le but de lui faire avouer ses crimes, dénoncer ses complices, ou simplement l'exécuter. C'est le même principe que l'écartèlement par des chevaux, mais en plus progressif. 

## Exécution de la torture
Le prisonnier est donc attaché, et la personne chargée de le torturer va lentement tourner un levier, provocant ainsi le début du supplice. Lentement, le condamné va subir un étirement des bras et des jambes, jusqu'à ce qu'il se décide à avouer ou jusqu'à ce que ses tendons et ses ligaments s'arrachent, créant ainsi une douleur atroce.

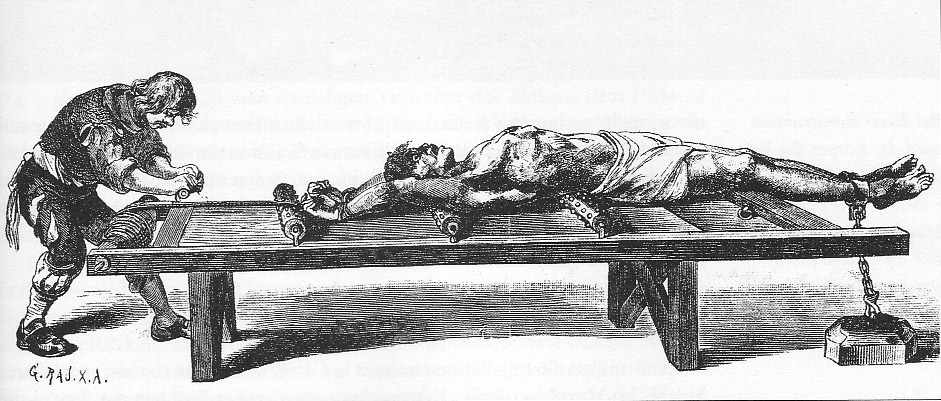
Condamné sur le chevalet.
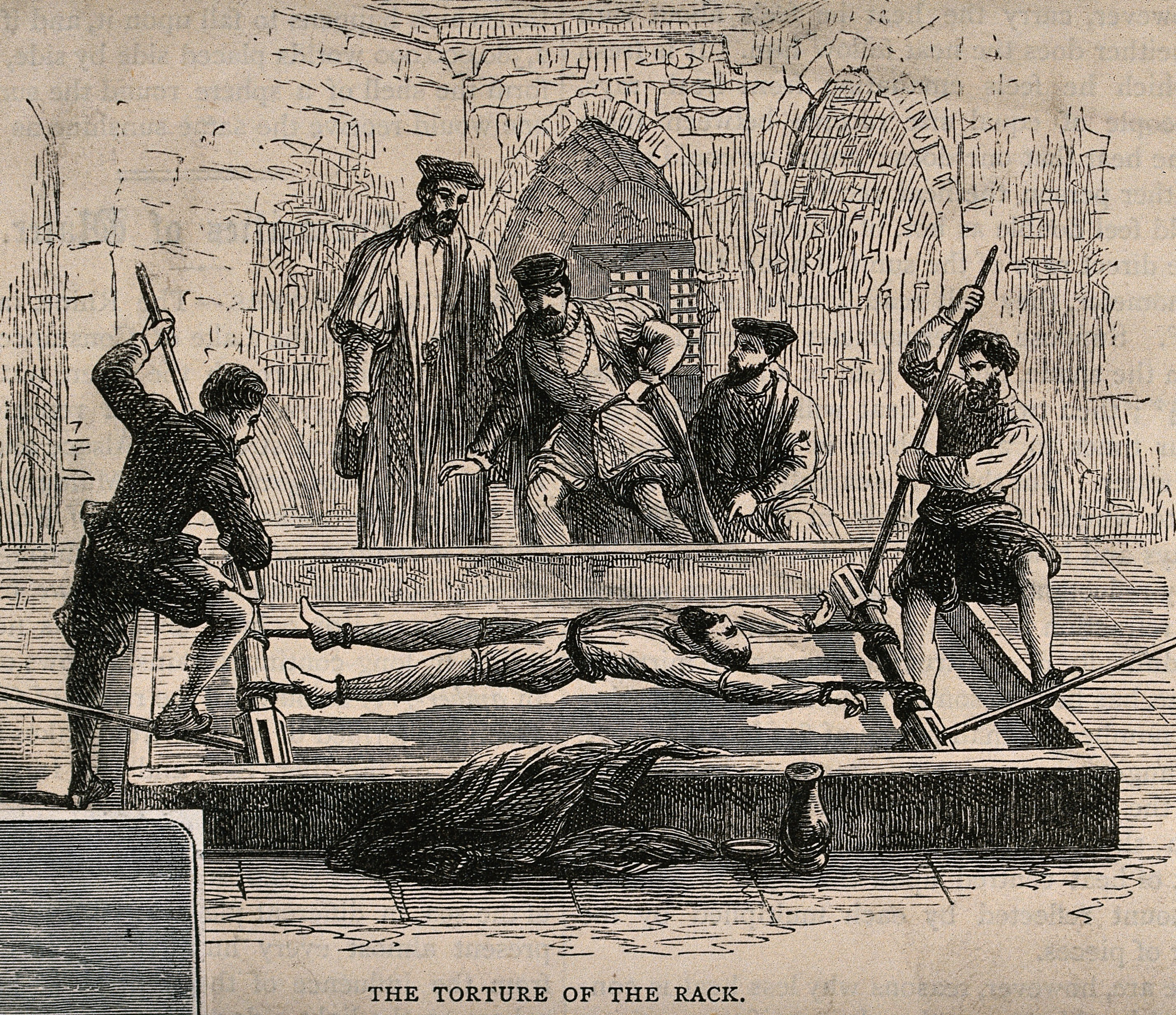
Prisonnier sur un chevalet.

### Articles liés
- Marquise de Brinvilliers
- Maxime de Rome